# Служба Державної безпеки Чехословаччини
Служба Державної безпеки (чеськ. Státní bezpečnost, словац. Štátna bezpečnosť) або StB/ŠtB) — спецслужба Чехословаччини, яка виконувала роль таємної поліції при комуністичному режимі, також займалася розвідкою та контррозвідкою. Заснована 30 червня 1945.

## Розпуск та люстрація
Служба Державної безпеки розпущена 1 лютого 1990. Після люстрації співробітникам СДБ заборонено займати посади у законодавчих органах та поліції.

## Державний устрій
Служба Державної безпеки входила до Корпусу національної безпеки (чеськ. Sbor národní bezpečnosti, SNB; словац. Zbor národnej bezpečnosti, ZNB) разом зі Службою Громадської безпеки (чеськ. Veřejná bezpečnost; словац. Verejná bezpečnosť;VB), що виконувала правоохоронні функції. Обома службами опікувалося МВС Чехії та МВС Словаччини, але оперативно вони підпорядковувалися МВС ЧССР.

## Відомі співробітники
- Альфред Френцель, упроваджений у ФРН у 1950-х.
- Карл Кехер, упроваджений у ЦРУ в 1970-х.
- Йозеф Фроляк, утік на Захід у 1960-х.
- Павло Мінаржік, упроваджений у штаб-квартиру Радіо Свободи в Мюнхені для підготовки серії вибухів на станції.
- Христофор (у миру Радім Пулець), чеський православний одружений монах.